# The Blueprint 3
The Blueprint 3 è l'undicesimo album in studio del rapper statunitense Jay-Z, pubblicato l'8 settembre 2009 dalle etichette discografiche Roc Nation e Atlantic Records. Candidato al Grammy Award al miglior album rap, l'album rappresenta il terzo capitolo della trilogia The Blueprint, iniziata nel 2001 con The Blueprint e proseguita nel 2002 con The Blueprint²: The Gift & the Curse.
Commercialmente The Blueprint 3 è divenendo l'undicesimo progetto discografico del rapper a esordire alla prima posizione della Billboard 200 statunitense, vendendo oltre 476 000 copie in una sola settimana, rendendo grazie a tale risultato Jay-Z l'artista solista con il maggior numero di album ad aver occupato il primo posto della classifica, superando il record precedente detenuto da Elvis Presley.
Dall'album sono state estratti alcuni singoli, tra cui Run This Town con Kanye West e Rihanna ed Empire State of Mind con Alicia Keys, i quali hanno ottenuto successo commerciale e il sostegno della critica, facendo ottenere al rapper quattro Grammy Award, per entrambi nelle categorie alla miglior canzone rap e alla miglior collaborazione con un artista rap, nelle cerimonie del 2010 e 2011.

## Descrizione e ricezione
Il rapper pubblica un terzo album della serie The Blueprint, in un disco che per la prima volta dal 1999 (Vol. 3... Life and Times of S. Carter) non vede Just Blaze tra i produttori. In produzione si alternano Kanye West, No I.D., The Neptunes, Timbaland e Swizz Beatz. Tra i tanti ospiti presenti, lo stesso West, J. Cole, Rihanna, Alicia Keys, Drake, Young Jeezy, Kid Cudi, Pharrell e Mr Hudson.
Gli autori musicali criticano negativamente le tracce D.O.A. e la reinterpretazione del classico degli Alphaville Forever Young, oltre alla scelta di Jay-Z di introdurre un grande numero di ospiti nel suo prodotto a fini commerciali, apprezzando il singolo Empire State of Mind, prima canzone del rapper ad arrivare al primo posto negli Stati Uniti. Jesal Padania di RapReviews afferma che «sembrava un album di Nas privato dei testi eccelsi per salvarlo».

## Accoglienza
| Recensione           | Giudizio |
| -------------------- | -------- |
| AllMusic             |          |
| Robert Christgau     | A-       |
| Entertainment Weekly | B+       |
| RapReviews           |          |
| PopMatters           |          |
| Prefix               |          |
| NME                  |          |
| The A.V. Club        | B+       |
| NOW                  |          |
| Pitchfork            |          |
| Rolling Stone        |          |
| The Guardian         |          |

Ottiene 65/100 su Metacritic, punteggio basato su 22 recensioni. All'uscita è accolto da recensioni miste, anche dai propri fan, mentre alcuni appassionati lo considerano un «classico».
Dave Bry di Complex non ha riscontrato una «continuazione concettuale evidente» rispetto agli altri due volumi della trilogia discografica, riporta che il rapper con il progetto sia riuscito a produrre «canzoni pop forti e inneggianti», anche se alcune risultino «troppo artificiose». Brian Josephs di Spin ha scritto che il rapper con l'album «perdere la disinvoltura che era la sua essenza» poiché si tratta di «un album pop-rap per un artista che non ne aveva bisogno», definendo le produzioni di Kayne West e Timbaland «mediocri», ad eccezione di Empire State of Mind e On to the Next One, il cui produttore Swizz Beatz è stato definito dal giornalista un «elegante esempio» di hip-hop.

## Riconoscimenti
American Music Award
- 2009 – Miglior album Rap/Hip Hop

BET Hip Hop Awards
- 2010 – Album dell'anno

BRIT Award
- 2010 – Candidatura all'album internazionale dell'anno

Grammy Award
- 2011 – Candidatura al miglior album rap

NAACP Image Award
- 2010 – Candidatura al miglior album

## Tracce
1. What We Talkin' About (featuring Luke Steele) – 4:04 – Kanye West, No I.D.
2. Thank You – 4:10 – Kanye West, No I.D.
3. D.O.A. (Death of Auto-Tune) – 4:15 – No I.D.
4. Run This Town (featuring Rihanna & Kanye West) – 4:27 – Kanye West, No I.D.
5. Empire State of Mind (featuring Alicia Keys) – 4:36 – Shux, Sewell-Ulepic (co-prod.), Hunte (co-prod.)
6. Real as It Gets (featuring Jeezy) – 4:12 – The Inkredibles
7. On to the Next One (featuring Swizz Beatz) – 4:17 – Swizz Beatz
8. Off That (featuring Drake) – 4:06 – Timbaland, J-Roc
9. A Star Is Born (featuring J. Cole) – 3:48 – Kanye West, No I.D., Kenoe (prod. agg.)
10. Venus vs. Mars – 3:10 – Timbaland, J-Roc
11. Already Home (featuring Kid Cudi) – 4:29 – Kanye West, No I.D. (prod. agg.), Bhasker (prod. agg.)
12. Hate (featuring Kanye West) – 2:31 – Kanye West
13. Reminder – 4:18 – Timbaland, J-Roc
14. So Ambitious (featuring Pharrell) – 4:12 – The Neptunes
15. Young Forever (featuring Mr Hudson) – 4:13 – Kanye West

## Classifiche

### Classifiche settimanali
| Classifica (2009)         | Posizione massima |
| ------------------------- | ----------------- |
| Australia                 | 9                 |
| Austria                   | 37                |
| Belgio (Fiandre)          | 33                |
| Belgio (Vallonia)         | 25                |
| Canada                    | 1                 |
| Danimarca                 | 36                |
| Francia                   | 20                |
| Germania                  | 22                |
| Grecia                    | 34                |
| Italia                    | 95                |
| Norvegia                  | 15                |
| Nuova Zelanda             | 10                |
| Paesi Bassi               | 12                |
| Regno Unito               | 4                 |
| Stati Uniti               | 1                 |
| Stati Uniti (R&B/hip-hop) | 1                 |
| Stati Uniti (rap)         | 1                 |
| Svezia                    | 44                |
| Svizzera                  | 12                |

### Classifiche di fine anno
| Classifica (2009)         | Posizione massima |
| ------------------------- | ----------------- |
| Australia                 | 17                |
| Canada                    | 36                |
| Regno Unito               | 62                |
| Stati Uniti               | 12                |
| US Top R&B/Hip-Hop Albums | 4                 |
| US Top Rap Albums         | 1                 |
| Classifica (2010)         | Posizione massima |
| Australia                 | 21                |
| Francia                   | 192               |
| Regno Unito               | 91                |
| Stati Uniti               | 44                |
| US Top R&B/Hip-Hop Albums | 12                |
| US Top Rap Albums         | 5                 |